# Module de cisaillement
 (août 2019).
Si vous disposez d'ouvrages ou d'articles de référence ou si vous connaissez des sites web de qualité traitant du thème abordé ici, merci de compléter l'article en donnant les références utiles à sa vérifiabilité et en les liant à la section « Notes et références ».

Schéma de principe du cisaillement.

En résistance des matériaux, le module de cisaillement, module de glissement, module de rigidité, module de Coulomb ou  second coefficient de Lamé, est une grandeur physique intrinsèque à chaque matériau et qui intervient dans la caractérisation des déformations causées par des efforts de cisaillement.
La définition du module de rigidité {\displaystyle G}, parfois aussi noté μ, est{\displaystyle G{\overset {\text{df}}{=}}{\dfrac {\tau _{xy}}{\gamma _{xy}}}={\frac {F\ell }{A\Delta x}},}où (voir l'image ci-contre) {\textstyle \tau _{xy}={\frac {F}{A}}} est la contrainte de cisaillement, {\displaystyle F} la force, {\displaystyle A} l'aire sur laquelle la force agit,{\textstyle \gamma _{xy}={\frac {\Delta x}{\ell }}=\tan(\theta )} le déplacement latéral relatif et {\displaystyle \theta } l'écart à l'angle droit, {\textstyle \Delta x} le déplacement latéral et enfin {\textstyle \ell } l'épaisseur.
Le module de rigidité {\displaystyle G}, qui a la dimension d'une contrainte ou d'une pression, est généralement exprimé en mégapascals (ou newtons par millimètre carré) ou en gigapascals (ou joules par millimètre cube). À titre d'exemple, pour l'acier, {\displaystyle G\simeq } 81 000 MPa = 81 GPa.
Dans le cas de matériaux isotropes, il est relié au module d'élasticité {\displaystyle E} et au coefficient de Poisson {\displaystyle \nu } par l'expression :{\displaystyle G={\dfrac {E}{2(1+\nu )}}.}